# 中国国鸟

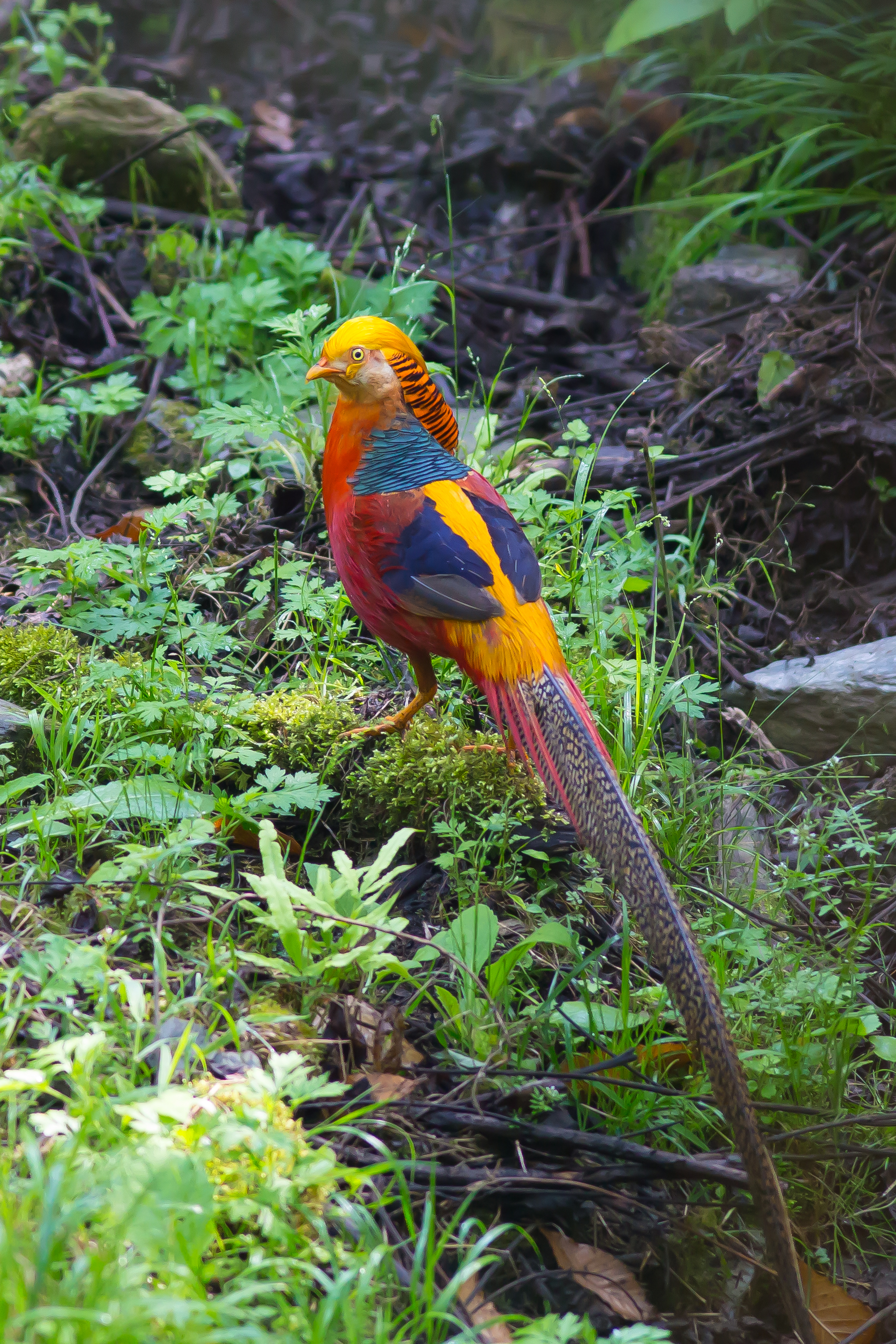
红腹锦鸡曾在2001年世界大学生运动会开幕式中被作为代表中国的鸟类

中国历代政权均未正式确立国鸟。中华人民共和国成立后，虽未确立国鸟，但曾进行相关评选等活动。

## 背景
选择一种鸟类作为国家象征，最早是美国国会于1782年6月20日通过决议将白头海雕定为美国国鸟，并将其作为国徽图案的主体。1960年，第12届国际鸟类保护会议在日本东京召开，会议建议各国均选定本国国鸟。各国选择国鸟主要分民族精神象征、国人深爱的常见鸟类或当地特有珍稀鸟类三类。

## 历史
1991年，红腹锦鸡图案在中国鸟类学会第五届学术讨论会上被确定为该学会的会徽。2001年8月22日，第21届世界大学生运动会在北京工人体育场开幕，在169个代表团的入场式中，引导小姐手举代表各国和地区鸟类图案的引导牌引领各代表团入场，而中国大学生代表团入场时，引导牌上为红腹锦鸡图案。也因此，红腹锦鸡曾被一些资料称为“代国鸟”。
2002年3月，36名人大代表在九届全国人大五次会议上提交方案，建议将丹顶鹤确定为中国国鸟。2002年8月，第23届国际鸟类学大会在北京召开，组委会选定朱鹮作为大会会徽的主体图案。
2003年起，国家林业局和中国野生动物保护协会联合启动“国鸟”评选活动，2004年5月至6月间，两家单位联合全国20多家新闻网站举办了网上推选“国鸟”活动，通过网上推选的方式获得500万网民的投票，丹顶鹤以64.92%的选票胜出。2007年，国家林业局将其作为“国鸟”的唯一候选鸟上报国务院，按程序最后将由全国人大常委会审议决定，以法律形式确定下来。但因丹顶鹤的拉丁文学名和英文名“Japanese Crane”直译均为“日本鹤”，受到很多专家的质疑，最终未被批准。
除丹顶鹤外，2004年评选的候选国鸟还有红腹锦鸡、黑脸琵鹭、猎隼、绿孔雀、褐马鸡、朱鹮、相思鸟、天鹅和喜鹊九种。此外，麻雀、鸳鸯、白鹭、黑颈鹤等鸟类也曾被建议为国鸟或国鸟候选。